# Telenor Denmark
Telenor Denmark è un'azienda di telefonia mobile danese con sede a Copenaghen, Danimarca. Attualmente ha una base clienti superiore a 1,4 milioni di clienti.

## Storia

### Sonofon
Sonofon (Telenor Denmark) è stata fondata come azienda nel 1991 come joint venture tra GN Store Nord e BellSouth Corporation.
Il 9 settembre dello stesso anno, Sonofon ottenne la licenza per gestire la prima rete mobile GSM 900 della Danimarca (mentre la seconda licenza GSM fu successivamente assegnata a Tele Danmark).
Sonofon lanciò i suoi servizi nel settembre 1992 e vide la sua base mobile crescere rapidamente fino a mezzo milione di utenti entro il 1996.
L'11 gennaio 1998, Sonofon lanciò le prime carte SIM prepagate della Danimarca e nel 2000 Sonofon lanciò il GPRS sulla sua rete.
GN Store Nord ha venduto la sua partecipazione del 53,1% in Sonofon per 13,1 miliardi di DKK il 13 giugno 2000 e il 10 dicembre 2003 Telenor ha acquisito la partecipazione di BellSouth per 3,05 miliardi di DKK.
Dal 12 febbraio 2004 è una filiale della compagnia di telefonia mobile norvegese Telenor ASA.
Nel 2006, Cybercity ha avviato una stretta collaborazione con Sonofon, condividendo il quartier generale su Frederikskaj a Copenaghen (dove si trovano le principali sezioni amministrative di Sonofon) e arrivando persino a utilizzare consulenti assunti e formati da Sonofon all'interno del call center principale di Sonofon come base secondaria di operazioni di servizio clienti.
Il 15 giugno 2009, i due marchi si sono fusi e rinominati in Telenor.
Da dicembre 2014 collaborano con l'operatore svedese Telia per fornire una rete mobile congiunta in tutta la Danimarca.

### Tele2
Nel maggio 2007, Telenor ha annunciato l'acquisto delle attività danesi dell'ISP concorrente Tele2, con la commissione di monopolio danese che approvava l'acquisto (successivamente l'approvazione è stata annunciata alla stampa, attualmente il principale comunicato stampa).

### Cybercity
Cybercity era un nome di uno dei principali provider di servizi Internet danese di proprietà di Telenor. L'azienda dispone di una propria rete principale a livello nazionale e serve clienti sia privati che aziendali. Cybercity ha segnalato più di 186.000 clienti DSL nel suo rapporto per il primo trimestre del 2007 (danese), con più di 380 dipendenti.
- Elemento dell'elenco puntato